# ظهران (حجة)
ظهران هي إحدى قرى الجمهورية اليمنية. تتبع جغرافيا لمحافظة حجة وإداريًا لمديرية بني العوام. يبلغ تعداد سكانها 2340 نسمة حسب الإحصاء الذي أجري عام 2004.